# بيلي رايت (ملاكم)
بيلي رايت (بالإنجليزية: Billy Wright)‏ مواليد 10 ديسمبر 1964 في أريزونا، هو ملاكم محترف أمريكي سابق صنّف ضمن فئة الوزن الثقيل.

## إحصائيات
خاض خلال مسيرته 56 نزالا، فاز في 52 ولم يتعادل وخسر في 4. فاز بالضربة القاضية في 43 نزالا.

## روابط خارجية
- بيلي رايت على موقع بوكس ريك (الإنجليزية) (registration required)